# الداي حسين خوجة
حسين خوجة ، داي الجزائر الذي حكم من 1705 إلى 1707. وصل إلى السلطة بعد فرار سلفه الحاج مصطفى وإعدامه إثر فشل رحلته الاستكشافية إلى تونس عندما وصل إلى السلطة ، غير نهجه وأطلق سراح الأسير المرموق ، الباي السابق لتونس العاصمة إبراهيم الشريف مقابل وعد بدفع 150 ألف قرش  .على امل ان يسترجع سلطته بتونس لكن اربراهيم الشريف ما ان حل بالاراضي التونسية تلقاه جند حسين بن علي و قضوا عليه.